# 童蕾
童蕾（1980年1月13日—），浙江宁波人，中国大陆女演员，毕业于上海戏剧学院99级表演系本科。因出演电视剧《亮剑》中田雨一角而被大众熟知。

## 个人经历
- 1995-1998就读于浙江艺术学校
- 1998-1999就职于浙江小百花越剧团
- 1999-2003就读于上海戏剧学院（以年级专业第一的成绩考入上海戏剧学院表演系本科）
- 2003—就职于上海话剧艺术中心
- 2004—签约海润影视

## 作品

### 电视剧
- 2001年 《走过花季》饰 陈非儿
- 2001年 《风雨十二年》 饰 宋美龄
- 2002年 《刁蛮公主逍遥王》饰 秋霜
- 2003年 《暗战》饰 麻晓红
- 2003年 《隋唐英雄传》饰 李蓉蓉
- 2003年 《凤求凰》饰 卫子夫
- 2004年 《嘉靖风云之乱世情殇》饰 杜鹃
- 2004年 《第一次亲密接触》饰 萧萧
- 2004年 《阳光像花一样绽放》饰 季文竹
- 2004年 《亮剑》饰 田雨　导演：张前
- 2005年 《红色记忆》饰 廖学书
- 2006年 《记忆之城》(原名《英雄之城》《重庆大轰炸》) 饰 周敏柔
- 2006年 《青春之歌》饰 林道静
- 2006年 《狼毒花》饰 梅子、夏雨
- 2007年 《谁懂我的心》饰 卫娜
- 2007年 《那些迷人的往事》饰 于抗美
- 2007年 《大地》饰 肖艳春
- 2007年 《幸福你就拍拍手》饰 周莹雪
- 2007年 《秘密》饰 肖晓
- 2007年 《血战到底》饰 关佳敏
- 2008年 《绝地逢生》饰 韦号丽
- 2008年 《震撼世界的七日》饰 蒋梅梅
- 2008年 《愤怒的天使》饰 陈慧琳
- 2009年 《杏花魂》饰 史纨清
- 2009年 《下南洋》饰 邝秋菊
- 2009年 《黄河岸边是我家》
- 2009年 《一一向前冲》(原名《S女出没，注意》) 饰 周一一
- 2010年 《天阵》饰 胡雅莉
- 2010年 《下南洋》饰 邝秋菊
- 2010年 《断刺》饰 李赫男
- 2011年 《乱世三义》饰 叶玉珊
- 2014年 《婚里婚外那些事》饰 庄亚明
- 2014年 《半路父子》饰 冯佳慧
- 2015年 《英雄吉鸿昌》饰 胡洪霞
- 2016年 《我和妈妈的长征》饰 水葱
- 2016年 《宜昌保卫战》(原名《最后的国门之英雄宜昌》)饰 江美云
- 2017年 《我们的爱》饰 丁雪
- 2017年 《我的小姨》饰 秋虹
- 2017年 《凡人的品格》饰 方昕然
- 2018年 《那座城这家人》饰 杨艾
- 2021年 《美好的日子》饰 白若雪
- 2022年 《驭鲛记之与君初相识》（网络剧）饰 青姫/附靈（客串）
- 2022年 《驭鲛记之恰似故人歸》（网络剧）饰 青姫/附靈（客串）
- 2022年 《星汉灿烂/月升沧海》（网络剧）饰 皇后（客串）
- 2022年 《破晓东方》饰 卓琳
- 2024年 《宣武门》(2017年拍攝) 饰 黄禾香
- 2024年 《海天雄鹰》饰 乌晓
- 2024年 《柳舟记》饰 楚太妃
- 2024年 《山花烂漫时》饰 丁笑笑媽媽（客串）
- 2025年 《北上》饰 罗之梅
- 2025年 《蛮好的人生》饰 钟宁
- 2025年 《骄阳似我》饰 盛唯爱
- 待播 《我和我的命》
- 待播 《追诉》

### 电影
- 《惊天动地》饰演魏霁虹 导演：王珈 沈东 合作演员：侯勇 李幼斌
- 2020年 《半条棉被》
- 2022年 《猎屠》
- 2022年 《陀螺女孩》
- 2022年 《因爱而伟大》饰演 萧雨梦

### 话剧
- 《欲望号街车》饰白兰琪
- 《阿尔托纳的隐居者》饰莱妮
- 《风声》饰演顾小梦

## 荣誉
- 2008年 凭借电视剧《青春之歌》获得第七届金鹰节暨第24届电视金鹰奖“观众喜爱的电视剧女演员奖”